# Stuart, Carol y Kevin McCormick
Son personajes ficticios de la serie animada South Park
La familia de Kenny es muy pobre, debido en parte a que Stuart, el padre, es un alcohólico. Un almuerzo típico en la casa de los McCormick consiste en un paquete de waffles congelados. 
La familia de Kenny siempre cae en desgracia, en gran parte por el gran número de muertes que Kenny ha sufrido. En un episodio, la familia recibe quinientos mil dólares después de que Kenny muere en el parque de diversiones Cartmanlandia. 
La mamá de Kenny tiene alrededor de veinticinco años y en el episodio "Cartman se une a NAMBLA" se ve al final del episodio que cada vez que Kenny muere la señora McCormick le da a luz de nuevo. A veces se les asocia a la cultura mexicana.
Karen es la más pequeña de los Mccormick, tiene 6 años y es conocida por las tantas veces que ha aparecido llorando en los numerosos funerales de su hermano mayor Kenny, quien la protege disfrazado de Mysterion. En el episodio "The poor kid" Kenny le regala una muñeca, reflejando que Kenny es muy protector con su hermana pequeña. 
Kevin es el hermano mayor de Kenny, tiene un aparato dental, y en su cara tiene varias heridas.
aparece en "el pez endemoniado","paco el flaco","mejores amigos para siempre","combustión espontánea","el amante de las gallinas" y en "varicela".

## Family McCormick
- En la temporada 1 episodio 3 "Mejores Amigos" se ve que la familia McCormick tiene 3 hijos y no 2, Kevin, Kenny y Karen.I.

- Datos: Q49234